# 繆尚
繆尚（?—?），中国东汉時代末期政治人物，張楊属下。《文選》收录的陳琳《檄吴将校部曲文》作樛尚，李善注称「樛音留」。
建安元年（196年）河内太守張楊被朝廷任命为大司馬，繆尚于是担任河内郡太守。建安三年（198年）十一月，曹操攻打吕布，張楊想要出兵援救吕布，部下杨丑杀死張楊。眭固杀死杨丑为張楊报仇。繆尚和同僚薛洪一起擁立眭固为新主。
建安四年（199年），曹操滅呂布，眭固让薛洪、繆尚守卫根据地河内郡射犬城，自己前去向袁紹求救。途中遭遇曹操的军队，眭固阵亡。董昭作为曹操的使臣，单身进入射犬城（今河南省沁阳市东北），説服薛洪、繆尚二人開城降曹。